# Oreophryne crucifer
Oreophryne crucifer ist eine Amphibienart aus der Familie der Engmaulfrösche (Microhylidae).

## Merkmale
Die Art erreicht eine Länge von 24 Millimetern. Die Körperoberseite ist rötlichbraun mit goldgelber Interorbitalbinde und einer gelblichen, sanduhrfarbenen Figur auf dem Rücken. In der Sacralgegend findet sich an jeder Seite ein Fleck. Oberarme und Oberschenkel sind zum größten Teil farblos. Der Bauch ist völlig farblos oder braun bestäubt. Der Kopf ist breiter als lang und nimmt 40 % der Gesamtlänge ein. Der Vorderkopf ist vorn senkrecht abgestutzt und kürzer als das Auge. Der Canthus rostralis ist scharf und gebogen. Die Zügelregion ist schief und weniger vertieft. Der Interorbitalraum ist kaum breiter als ein oberes Augenlid. Das Trommelfell ist nur undeutlich erkennbar und ungefähr ein Drittel so breit wie das Auge. Der erst Finger ist kürzer als der zweite. Die Haftscheiben der Finger sind groß und die der Zehen klein. Am dritten Finger ist Haftscheibe ungefähr halb so breit wie das Auge. Die Zehen sind an ihrer Basis durch eine Schwimmhaut verbunden. Subarticularhöcker und Metatarsalhöcker sind schwach entwickelt. Bei nach vorn an den Körper angelegtem Hinterbein reicht das Tibiotarsalgelenk bis zum Auge. Die Haut ist glatt und nur auf der Unterseite von Kopf und Rumpf gekörnelt.

## Vorkommen
Oreophryne crucifer kommt auf Neuguinea in den Went Mountains im Einzugsgebiet des Lorentz River in Höhenlagen von 800 bis 1050 Meter sowie am Setekwa River vor.

## Systematik
Oreophryne crucifer wurde 1913 von Pieter Nicolaas van Kampen als Cophixalus crucifer erstbeschrieben. Hampton Wildman Parker stellte die Art 1934 in die Gattung Oreophryne.

## Gefährdung
Oreophryne crucifer wird von der IUCN als „Data Deficient“ (ungenügende Datengrundlage) eingestuft.